# Az Új köztemető bejárati épületegyüttese
Az Új köztemető bejárati épületegyüttese egy három részből álló budapesti épület, amely a rákoskeresztúri úgynevezett Új köztemető kapujánál áll.

## Jellemzői
Budapest 19. század végi nagy arányú fejlődésével merült fel egy nagy, létesítendő köztemető gondolata. A tervet megvalósítás követte, és 1886-ban meg is nyílt a temető. Bejáratához 20 évvel később, 1903-ban a korszak neves építésze, Hegedűs Ármin tervezett díszes épületegyüttest. (Egyes források szerint a kapuzatot Gerle Lajos tervezte.) A három részből álló komplexum két szélső épületében a temető igazgatósága és a felvételi irodái találhatóak. A két épületet be- és kihajtó autó út, illetve gyalogos járda választja el a középső részen álló, toronyszerű épülettől. 
Valamennyi épület eklektikus stílusban épült, drapp színű burkolattal, helyenként nyerstégla részekkel. A szélső épületek külső homlokzatának tetején 1-1 festmény, illetve mozaikok láthatóak. Előbbieket Vajda Zsigmond, utóbbiakat Róth Miksa műhelye készítette, és Krisztus sírba tételét és feltámadását ábrázolják.
A középső épület két oldala árkádszerűen kialakított, közepe 26 méter magas, harangtorony szerűen kialakított. (Magasabb is, mint a két irodaépület.) A fő homlokzatán talapzaton Isten szobra látható, alatt az „EGO•SUM•VIA•VERITAS•ET•VITA” latin nyelvű felirat, azaz Jézus szavai a Bibliából: „Én vagyok az út, az igazság és az élet” (János 14:6). A szobor fölött mozaikban a „FELTÁMADUNK” felirat látható. Feljebb egy keresztet helyeztek el.
A szobordíszek Maróti Géza munkái.

## Képtár

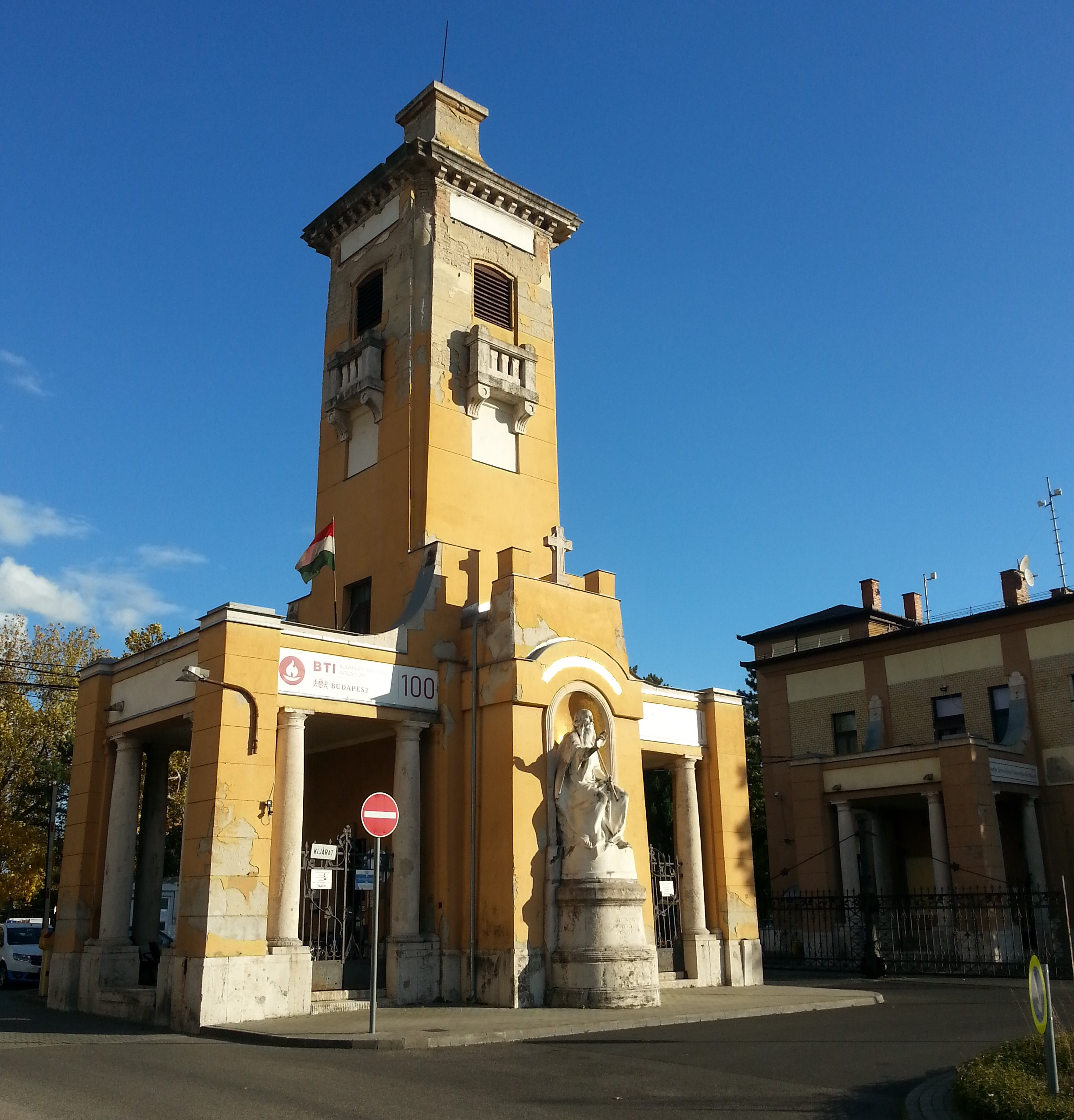
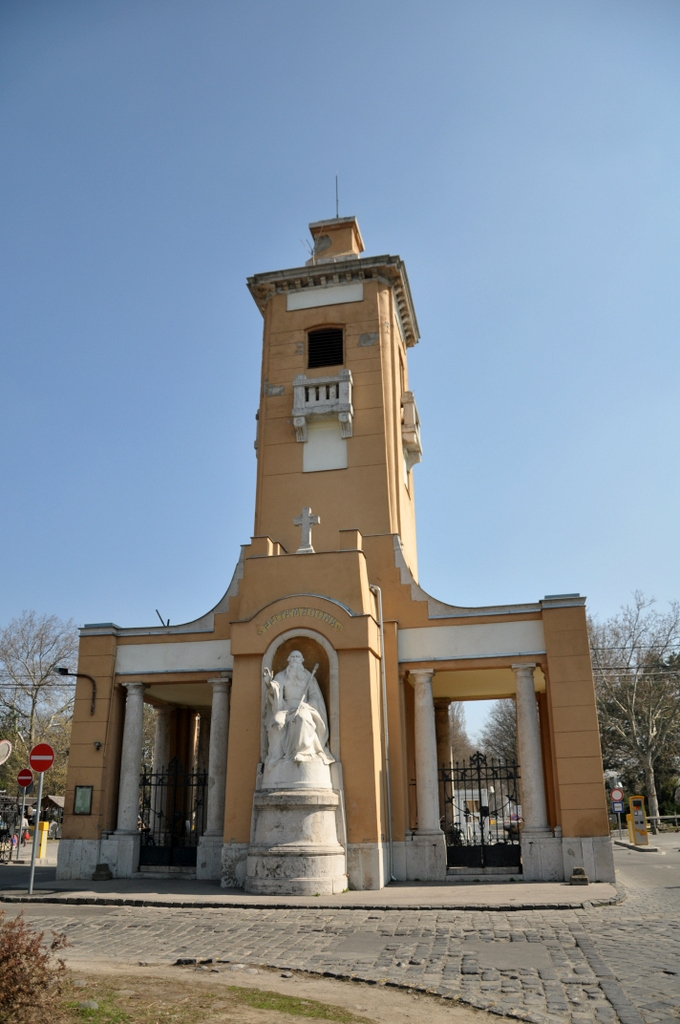
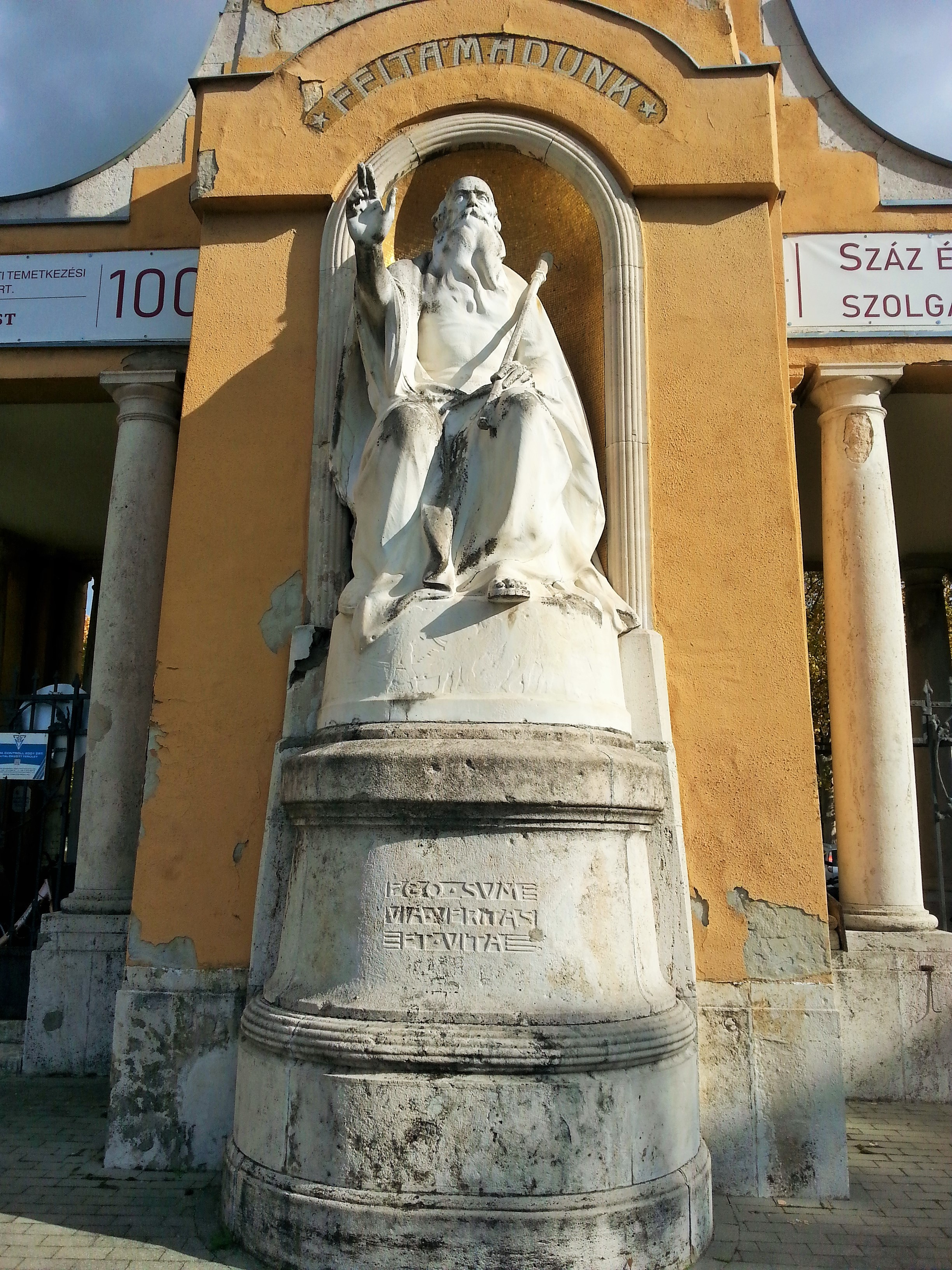
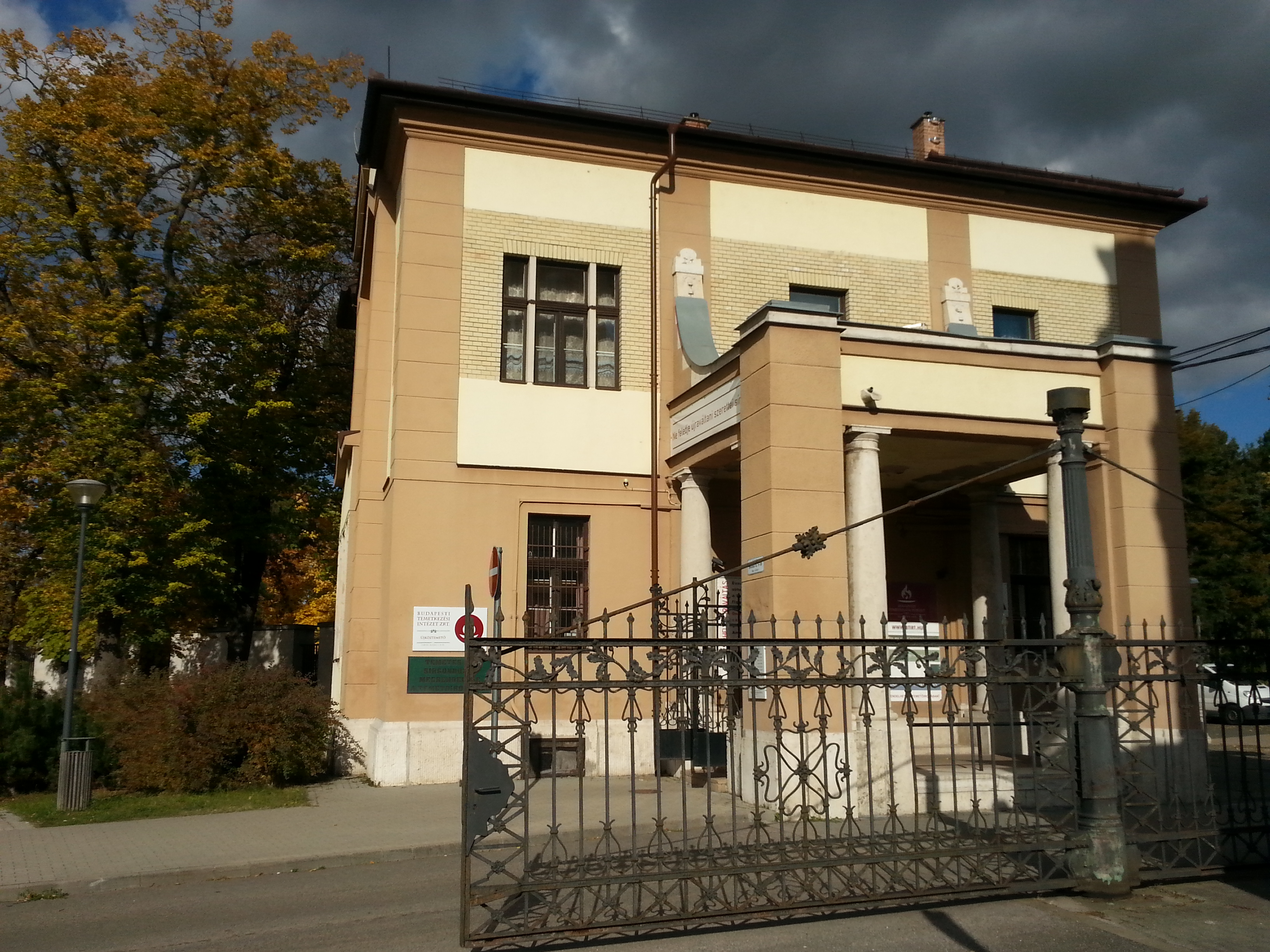
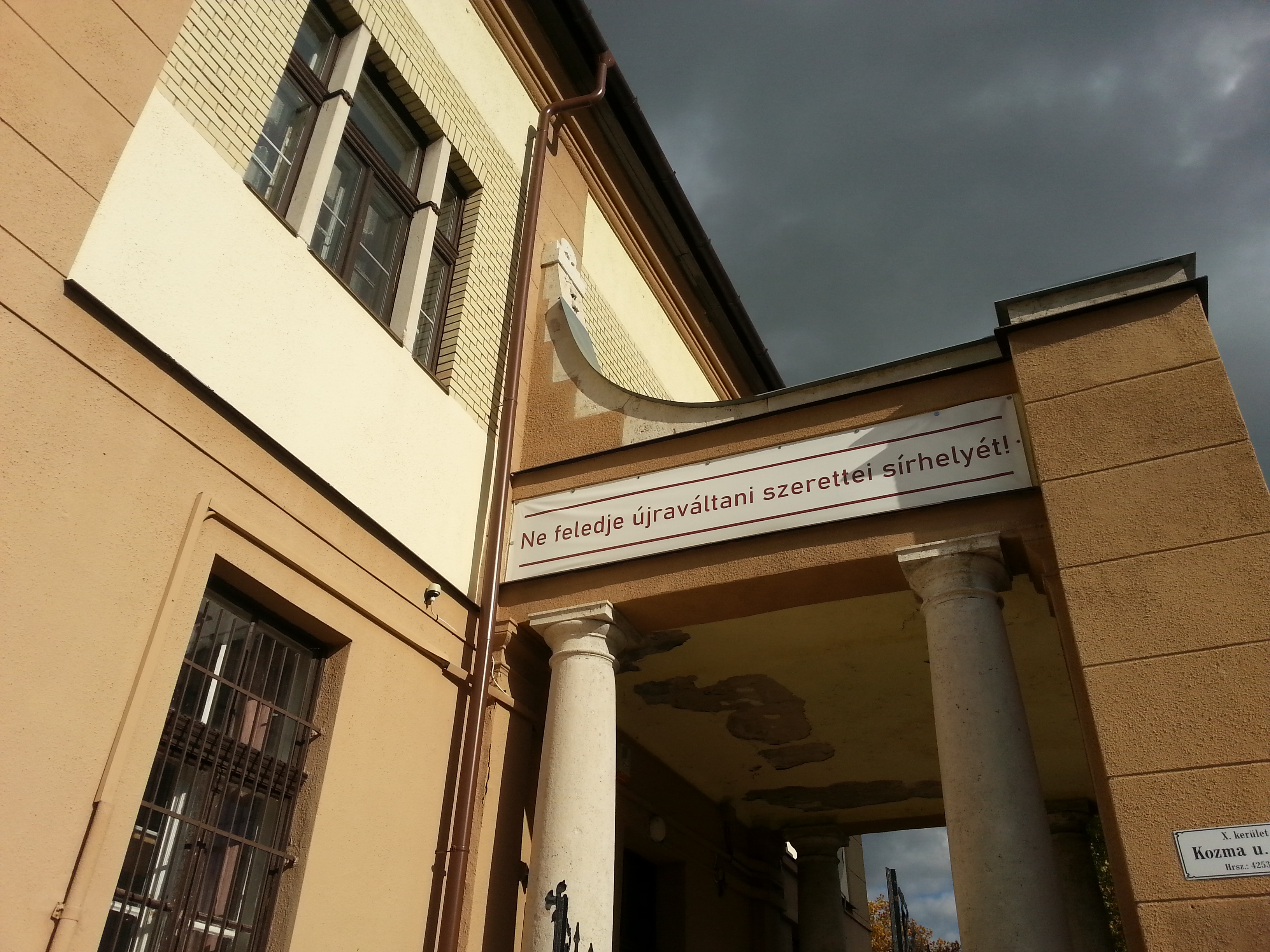
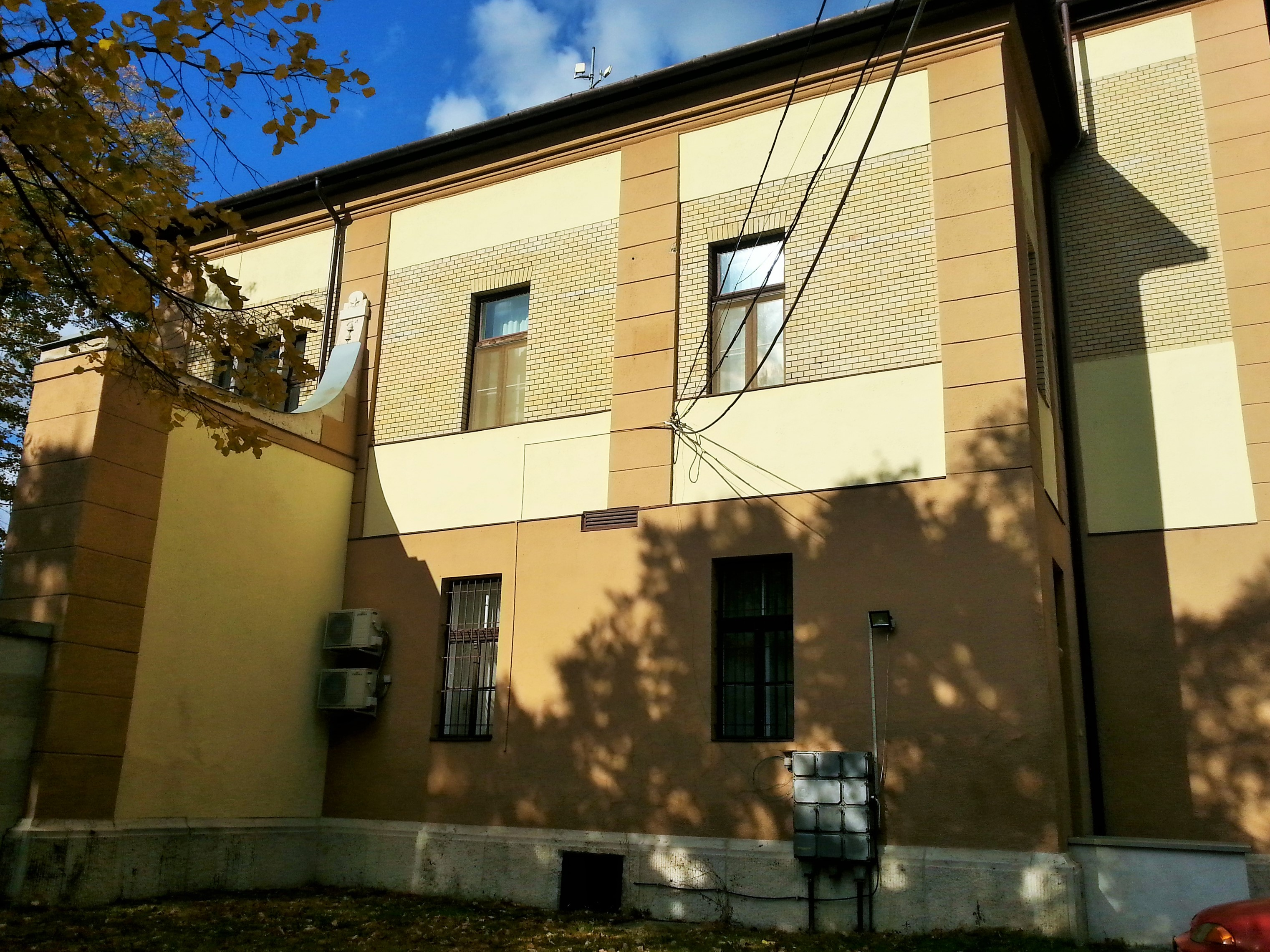
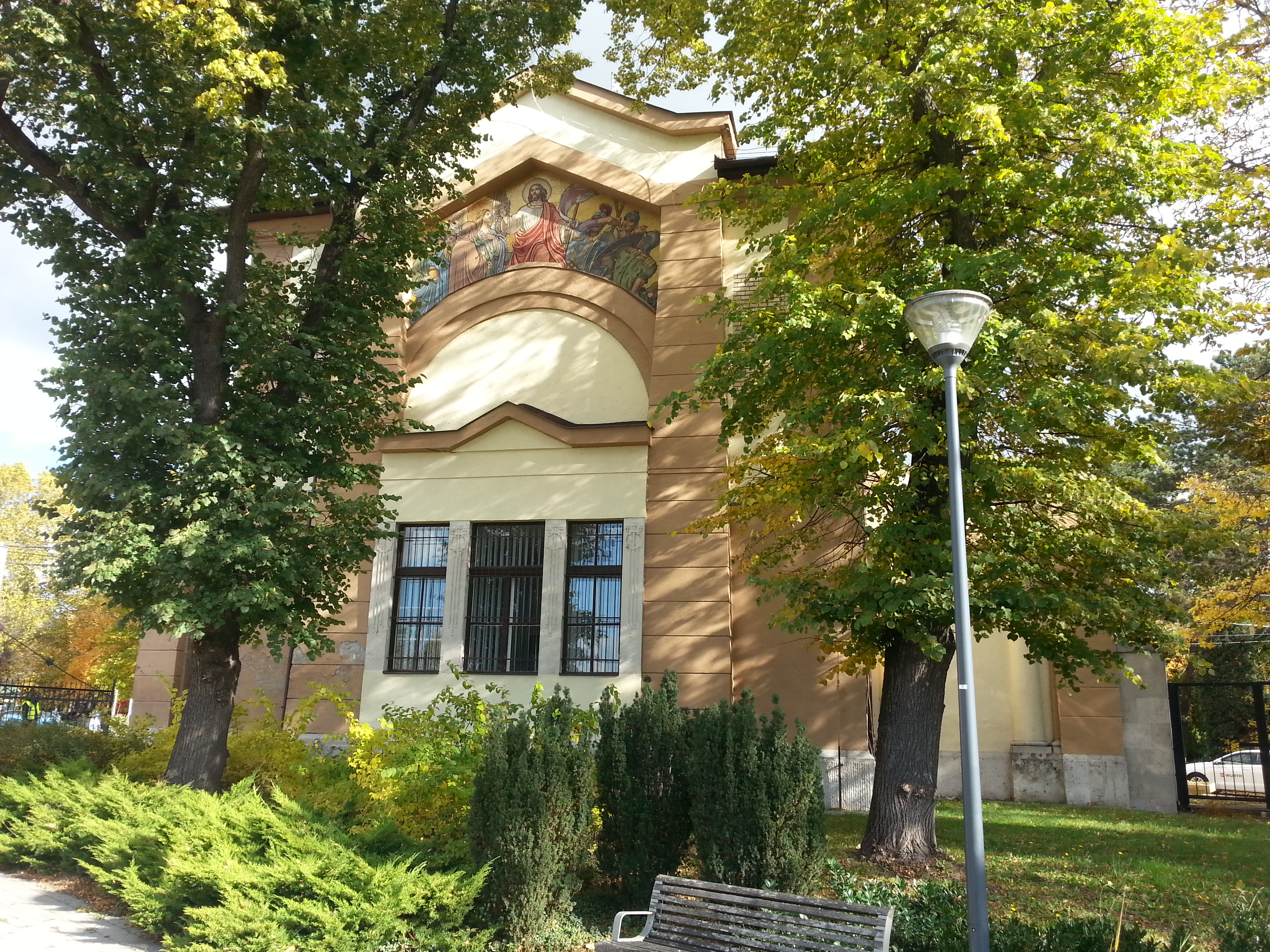
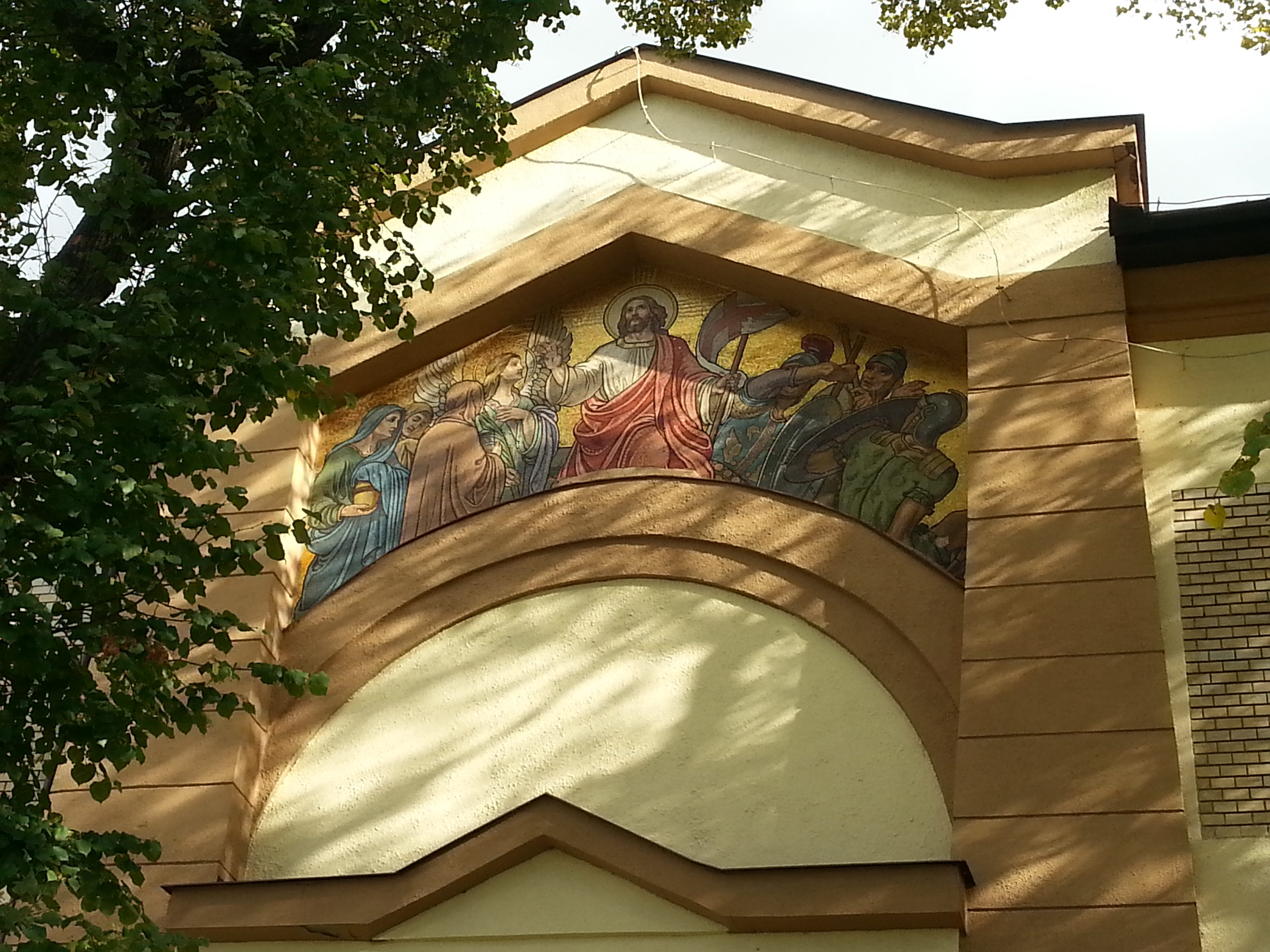
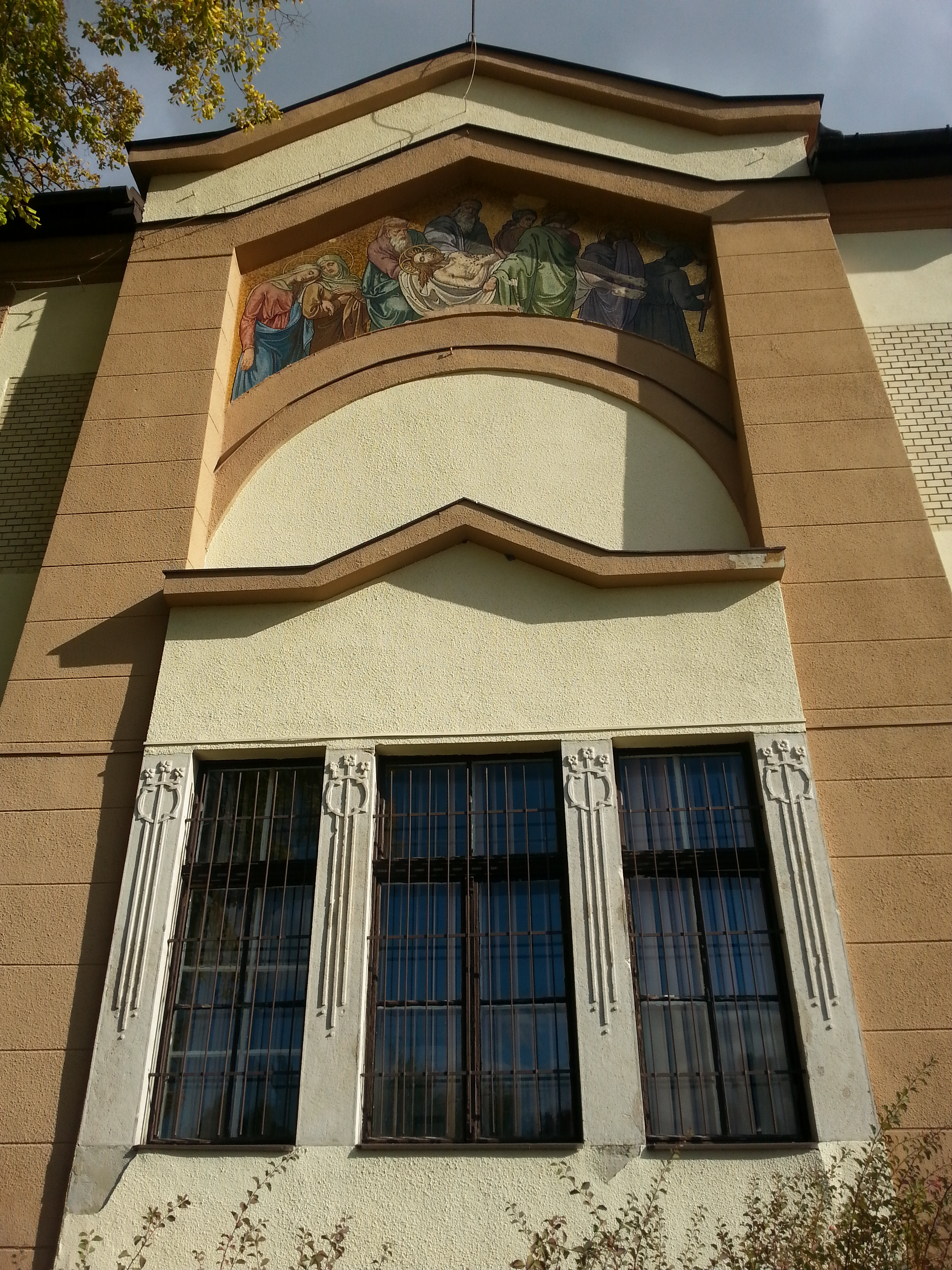
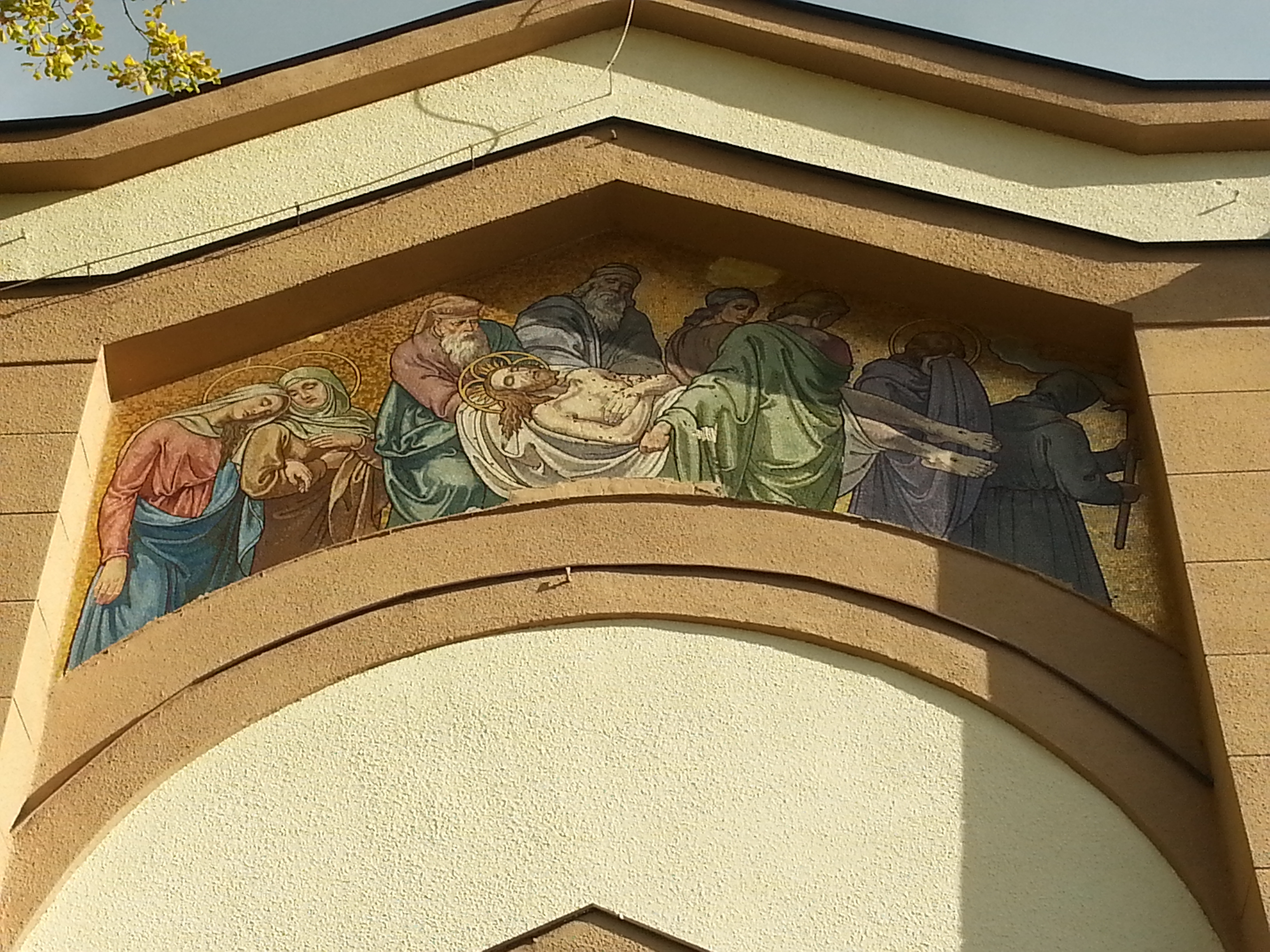